# Rajula
Rajula là một thành phố và khu đô thị của quận Amreli thuộc bang Gujarat, Ấn Độ.

## Địa lý
Rajula có vị trí 21°03′B 71°26′Đ / 21,05°B 71,43°Đ Nó có độ cao trung bình là 41 mét (134 feet).

## Nhân khẩu
Theo điều tra dân số năm 2001 của Ấn Độ, Rajula có dân số 32.393 người. Phái nam chiếm 51% tổng số dân và phái nữ chiếm 49%. Rajula có tỷ lệ 64% biết đọc biết viết, cao hơn tỷ lệ trung bình toàn quốc là 59,5%: tỷ lệ cho phái nam là 72%, và tỷ lệ cho phái nữ là 55%. Tại Rajula, 15% dân số nhỏ hơn 6 tuổi.